# 大阪市電15系統
大阪市電15系統（おおさかしでんじゅうごけいとう）は、かつて大阪市交通局が経営していた大阪市営電気鉄道（大阪市電）の運転系統及びその路線名。

## 概要
循環系統の路線で、都島車庫前駅から都島通を経由し大阪駅前駅に至り、更に大阪駅前駅から四つ橋筋を経由し難波駅前駅に至り、堺筋・都島通を経由して、再び都島車庫前駅に戻るというものだった（似たような運行形態の例に、かつて北海道の国鉄で運行されていた札幌発、札幌行きの急行「いぶり」がある）。
- 所属車庫：都島車庫
- 色別：■

## 駅一覧
駅一覧は1959年（昭和34年）当時のものである。
| 駅名           | 接続路線                                                                                       | 道路名                               | 所在地 | 所在地 |
| -------------- | ---------------------------------------------------------------------------------------------- | ------------------------------------ | ------ | ------ |
| 都島車庫前     |                                                                                                | 都島通 大阪市道大阪環状線            | 大阪市 |        |
| 淀川           |                                                                                                | 都島通 大阪市道大阪環状線            | 大阪市 |        |
| 長柄国分寺     |                                                                                                | 都島通 大阪市道大阪環状線            | 大阪市 |        |
| 天神橋筋六丁目 | 大阪市電：天神橋筋五丁目・天神橋筋七丁目方面 京阪神急行電鉄：千里山線 阪神電気鉄道：国道線     | 都島通 大阪市道大阪環状線            | 大阪市 |        |
| 浮田町         |                                                                                                | 都島通 大阪市道大阪環状線            | 大阪市 |        |
| 中崎町         |                                                                                                | 都島通 大阪市道大阪環状線            | 大阪市 |        |
| 阪急東口       |                                                                                                | 都島通 大阪市道大阪環状線            | 大阪市 |        |
| 大阪駅前       | 大阪市電：梅田新道方面 大阪市営地下鉄：御堂筋線…梅田駅 日本国有鉄道：東海道本線・城東線…大阪駅 |                                      | 大阪市 |        |
| 桜橋           | 大阪市電：梅田新道・出入橋方面                                                                 | 四つ橋筋                             | 大阪市 |        |
| 堂島中町       |                                                                                                | 四つ橋筋                             | 大阪市 |        |
| 肥後橋         | 大阪市電：淀屋橋・江戸堀北通二丁目方面                                                         | 四つ橋筋                             | 大阪市 |        |
| 江戸橋         |                                                                                                | 四つ橋筋                             | 大阪市 |        |
| 京町橋         |                                                                                                | 四つ橋筋                             | 大阪市 |        |
| 靱公園前       |                                                                                                | 四つ橋筋                             | 大阪市 |        |
| 信濃橋         | 大阪市電：本町四丁目・靱南通方面                                                               | 四つ橋筋                             | 大阪市 |        |
| 東立売堀       |                                                                                                | 四つ橋筋                             | 大阪市 |        |
| 新町橋         |                                                                                                | 四つ橋筋                             | 大阪市 |        |
| 四つ橋         | 大阪市電：佐野屋橋・西長堀北通二丁目方面                                                       | 四つ橋筋                             | 大阪市 |        |
| 北堀江通一丁目 |                                                                                                | 四つ橋筋                             | 大阪市 |        |
| 湊町駅前       | 大阪市電：戎橋・幸町一丁目方面 日本国有鉄道：関西本線…湊町駅                                   | 四つ橋筋                             | 大阪市 |        |
| 賑橋           | 大阪市電：元町二丁目方面                                                                       |                                      | 大阪市 |        |
| 難波駅前       |                                                                                                |                                      | 大阪市 |        |
| 日本橋筋三丁目 | 大阪市電：日本橋筋四丁目方面                                                                   | 堺筋 大阪府道102号恵美須南森町線     | 大阪市 |        |
| 日本橋筋二丁目 |                                                                                                | 堺筋 大阪府道102号恵美須南森町線     | 大阪市 |        |
| 日本橋筋一丁目 | 大阪市電：下寺町・千日前方面                                                                   | 堺筋 大阪府道102号恵美須南森町線     | 大阪市 |        |
| 道頓堀         |                                                                                                | 堺筋 大阪府道102号恵美須南森町線     | 大阪市 |        |
| 八幡筋         |                                                                                                | 堺筋 大阪府道102号恵美須南森町線     | 大阪市 |        |
| 清水町         |                                                                                                | 堺筋 大阪府道102号恵美須南森町線     | 大阪市 |        |
| 長堀橋         | 大阪市電：末吉橋・三休橋方面                                                                   | 堺筋 大阪府道102号恵美須南森町線     | 大阪市 |        |
| 南久宝寺町     |                                                                                                | 堺筋 大阪府道102号恵美須南森町線     | 大阪市 |        |
| 本町二丁目     | 大阪市電：本町一丁目・本町三丁目方面                                                           | 堺筋 大阪府道102号恵美須南森町線     | 大阪市 |        |
| 平野町         |                                                                                                | 堺筋 大阪府道102号恵美須南森町線     | 大阪市 |        |
| 高麗橋         |                                                                                                | 堺筋 大阪府道102号恵美須南森町線     | 大阪市 |        |
| 北浜二丁目     | 大阪市電：天神橋・北浜三丁目方面                                                               | 堺筋 大阪府道102号恵美須南森町線     | 大阪市 |        |
| 樋の上町       |                                                                                                |                                      | 大阪市 |        |
| 鳴尾町         |                                                                                                | 天神橋筋 大阪府道102号恵美須南森町線 | 大阪市 |        |
| 南森町         | 大阪市電：河内町・梅が枝町方面                                                                 | 天神橋筋 大阪府道14号大阪高槻京都線  | 大阪市 |        |
| 寺町           |                                                                                                | 天神橋筋 大阪府道14号大阪高槻京都線  | 大阪市 |        |
| 扇橋           |                                                                                                | 天神橋筋 大阪府道14号大阪高槻京都線  | 大阪市 |        |
| 天神橋筋四丁目 |                                                                                                | 天神橋筋 大阪府道14号大阪高槻京都線  | 大阪市 |        |
| 天神橋筋五丁目 |                                                                                                | 天神橋筋 大阪府道14号大阪高槻京都線  | 大阪市 |        |
| 天神橋筋六丁目 | 大阪市電：浮田町・天神橋筋七丁目方面 京阪神急行電鉄：千里山線 阪神電気鉄道：国道線             | 都島通 大阪市道大阪環状線            | 大阪市 |        |
| 長柄国分寺     |                                                                                                | 都島通 大阪市道大阪環状線            | 大阪市 |        |
| 淀川           |                                                                                                | 都島通 大阪市道大阪環状線            | 大阪市 |        |
| 都島車庫前     |                                                                                                | 都島通 大阪市道大阪環状線            | 大阪市 |        |